# 河上一周

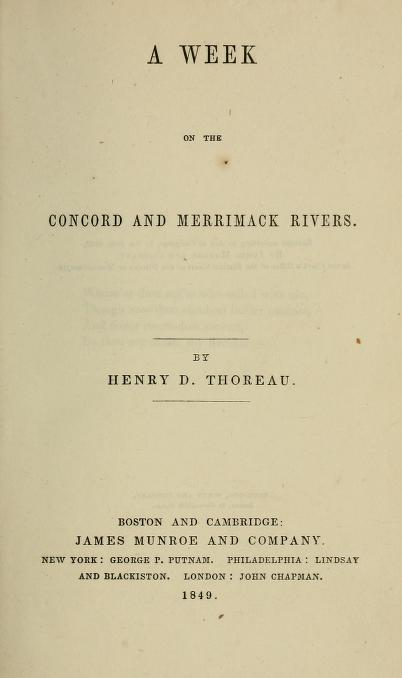
1849年版扉页

《在康科德与梅里马克河上一周》（英語：A Week on the Concord and Merrimack Rivers），简称《河上一周》，亨利·戴维·梭罗所著，1849年首次出版。这本书表面上叙述了梭罗和他的哥哥约翰1839年乘船从马萨诸塞州康科德到新罕布什尔州的来回之旅。1842年约翰死于破伤风，梭罗写下这本书作为对哥哥的纪念。

## 背景
梭罗住在《瓦尔登湖》时完成了这本书的首稿。完成这本书，梭罗却找不到出版商愿意出版，所以他自费出版了它。但是这本书售出数量很少，额外的几百本梭罗自己留下，并因此负债。基于梭罗本人的修正，这本书小幅的修订版于他逝世6年后的1868年出版。
虽然这本书看起来好像一本旅行日记，它将每一天分成一个章节，但是这本书的主题却不在于此，而且真实的旅行花了两周。书中字面上描述了从马萨诸塞州康科德沿着康科德河顺流而下到达米德尔塞克斯运河、梅里马克河，再逆流而上到达新罕布什尔州康科德，然后返回的航程，而大部分的文字却是一个作为哈佛毕业生的作者关于宗教、诗歌和历史等不同主题的题外话。梭罗将这些主题与自身的生活经验联系在一起，那些经常被工业革命时期他的家乡新英格兰发生的快速变化所框定的，并经常为此叹息。